# Moa Lundgren
Moa Lundgren  (* 14. April 1998) ist eine schwedische Skilangläuferin.

## Werdegang
Lundgren nahm bis 2018 an Juniorenwettbewerben teil. Ihre besten Platzierungen beim Europäischen Olympischen Winter-Jugendfestival 2015 in Steg waren der 17. Platz über 5 km Freistil und der fünfte Rang mit der Mixed-Staffel. Bei den Olympischen Jugend-Winterspielen 2016 in Lillehammer holte sie die Goldmedaille im Cross. Zudem errang sie dort den neunten Platz über 5 km Freistil und den vierten Platz im Sprint. Im folgenden Jahr belegte sie bei den Nordischen Junioren-Skiweltmeisterschaften in Soldier Hollow den 34. Platz über 5 km Freistil, den siebten Rang im Sprint und den fünften Platz mit der Staffel. Im März 2017 wurde sie schwedische Juniorenmeisterin im Sprint. Bei den Nordischen Junioren-Skiweltmeisterschaften 2018 in Goms gewann sie die Goldmedaille im Sprint und errang zudem den neunten Platz über 5 km klassisch. Im März 2018 startete sie beim Weltcupfinale in Falun erstmals im Skilanglauf-Weltcup und erreichte dabei den 35. Platz im Sprint und den 64. Rang im 10-km-Massenstartrennen. Zu Beginn der Saison 2018/19 holte sie in Ruka mit dem achten Platz im Sprint ihre ersten Weltcuppunkte und errang bei der Lillehammer Tour den 33. Platz. Im weiteren Saisonverlauf kam sie in Vuokatti auf den zweiten Platz im Sprint und siegte bei der Minitour in Madona. Zudem lief sie dort den zweiten Platz in der Verfolgung und auf den ersten Rang im Sprint. Bei den U23-Weltmeisterschaften 2019 in Lahti gewann sie die Goldmedaille im Sprint. Die Saison beendete sie auf dem dritten Platz in der Gesamtwertung des Scandinavian-Cups und auf dem 57. Platz im Gesamtweltcup. In der Saison 2019/20 belegte sie den 19. Platz beim Ruka Triple, den dritten Rang mit der Staffel in Lillehammer und errang zum Saisonende den 27. Platz im Gesamtweltcup. Bei den U23-Weltmeisterschaften 2020 in Oberwiesenthal gewann sie im 15-km-Massenstartrennen die Silbermedaille. Zudem lief sie dort auf den 25. Platz über 10 km klassisch und auf den 17. Rang im Sprint. In der folgenden Saison errang sie den 26. Platz beim Ruka Triple und den 30. Platz bei der Tour de Ski 2021 und erreichte damit den 39. Platz im Gesamtweltcup.

## Erfolge

### Siege bei Weltcuprennen

#### Weltcupsiege im Team
| Nr. | Datum            | Ort       | Disziplin            |
| --- | ---------------- | --------- | -------------------- |
| 1.  | 3. Dezember 2023 | Gällivare | 4 × 7,5 km Staffel 1 |

### Siege bei Continental-Cup-Rennen
| Nr. | Datum            | Ort    | Disziplin              | Serie            |
| --- | ---------------- | ------ | ---------------------- | ---------------- |
| 1.  | 1. März 2019     | Madona | Sprint Freistil        | Scandinavian Cup |
| 2.  | 3. März 2019     | Madona | Gesamtwertung Minitour | Scandinavian Cup |
| 3.  | 11. Februar 2022 | Otepää | Sprint Freistil        | Scandinavian Cup |
| 4.  | 3. März 2023     | Madona | Sprint Freistil        | Scandinavian Cup |

## Platzierungen im Weltcup

### Weltcup-Statistik
Die Tabelle zeigt die erreichten Platzierungen im Einzelnen.
- 1.–3. Platz: Anzahl der Podiumsplatzierungen
- Top 10: Anzahl der Platzierungen unter den ersten zehn
- Punkteränge: Anzahl der Platzierungen innerhalb der Punkteränge
- Starts: Anzahl gelaufener Rennen in der jeweiligen Disziplin
- Hinweis: Bei den Distanzrennen erfolgt die Einordnung gemäß FIS.

| Platzierung               | Distanzrennen a | Distanzrennen a | Distanzrennen a | Distanzrennen a | Distanzrennen a | Skiathlon Verfolgung | Sprint | Etappen- rennen b | Gesamt | Team   | Team    |
| Platzierung               | ≤ 5 km          | ≤ 10 km         | ≤ 15 km         | ≤ 30 km         | > 30 km         | Skiathlon Verfolgung | Sprint | Etappen- rennen b | Gesamt | Sprint | Staffel |
| ------------------------- | --------------- | --------------- | --------------- | --------------- | --------------- | -------------------- | ------ | ----------------- | ------ | ------ | ------- |
| 1. Platz                  |                 |                 |                 |                 |                 |                      |        |                   |        |        | 1       |
| 2. Platz                  |                 |                 |                 |                 |                 |                      |        |                   |        |        |         |
| 3. Platz                  |                 |                 |                 |                 |                 |                      |        |                   |        |        | 1       |
| Top 10                    |                 | 2               |                 |                 |                 | 1                    | 8      |                   | 11     | 3      | 5       |
| Punkteränge               |                 | 17              |                 | 5               | 1               | 9                    | 34     | 3                 | 69     | 3      | 5       |
| Starts                    |                 | 29              | 1               | 5               | 1               | 11                   | 40     | 4                 | 91     | 3      | 6       |
| Stand: Saisonende 2024/25 |                 |                 |                 |                 |                 |                      |        |                   |        |        |         |

### Weltcup-Gesamtplatzierungen
| Saison  | Gesamt | Gesamt | Distanz | Distanz | Sprint | Sprint |
| Saison  | Punkte | Platz  | Punkte  | Platz   | Punkte | Platz  |
| ------- | ------ | ------ | ------- | ------- | ------ | ------ |
| 2018/19 | 103    | 59.    | -       | -       | 103    | 31.    |
| 2019/20 | 266    | 27.    | 187     | 21.     | 55     | 36.    |
| 2020/21 | 124    | 39.    | 27      | 47.     | 67     | 24.    |
| 2021/22 | 68     | 57.    | -       | -       | 68     | 32.    |
| 2022/23 | 548    | 37.    | 146     | 50.     | 402    | 19.    |
| 2023/24 | 711    | 34.    | 332     | 29.     | 379    | 19.    |
| 2024/25 | 376    | 49.    | 41      | 87.     | 335    | 22.    |